# SEIBUプリンス ラビッツ

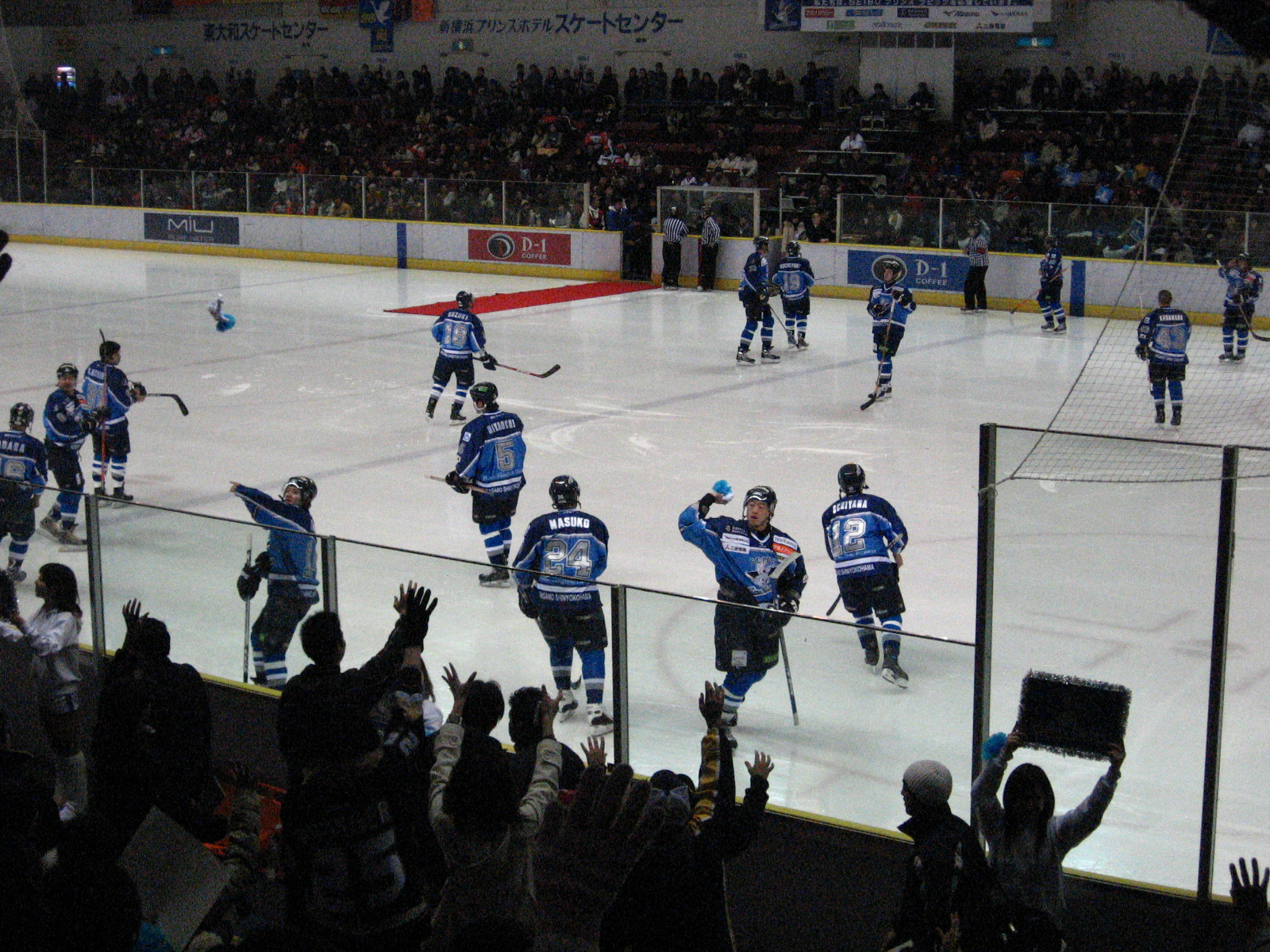
SEIBUプリンスラビッツの選手（2008年1月27日、対HC日光アイスバックス戦より～ダイドードリンコアイスアリーナ）

SEIBUプリンスラビッツ（セイブ・プリンスラビッツ 英表記: SEIBU PRINCE RABBITS）は、かつて存在した日本のアイスホッケーチームで、アジアリーグに所属していた。本拠地は、西東京市のダイドードリンコアイスアリーナ。準本拠地は、横浜市の新横浜プリンスホテルスケートセンターと長野県長野市のビッグハット。
日本人初のNHLプレーヤー、福藤豊が所属していたことでも有名。

## 歴史
1966年 -「日本アイスホッケーリーグ」が開幕したと同時に西武鉄道アイスホッケー部を結成。ペットマークは白熊を使用。
1972年 - 西武鉄道から分離独立し、国土計画アイスホッケー部として長野県軽井沢町で設立（以後国土計画の歴史）。ペットマークは、うさぎ。廃部となった福徳相互銀行に代わってこの年から日本リーグに参加。
1974年 - 第9回日本アイスホッケーリーグ初優勝。翌年の第43回全日本選手権も全勝で初優勝し、2冠達成。以来日本リーグ13回、選手権9回優勝を誇る。女子チーム発足。
1984年 - 東京都品川区に本拠地を移転。
1991年 - 神奈川県横浜市に本拠地を移転。
1992年 - 国土計画が社名をコクドに変えたことに伴い、チーム名もコクドアイスホッケー部となる。
2003年 - 西武鉄道と再び合併し、コクドアイスホッケーチームに変更。ペットマークもうさぎから西武ライオンズと共有する形でレオに変えた。西武鉄道の本拠地だった東京都西東京市が本拠地となり、新横浜と長野が準本拠地となる。長野が準本拠地となったのはコクドアイスホッケー部の初期の本拠地が軽井沢にあった名残で、現在のアジアリーグでも長野大会が行われるのもそのため。この年から発足したアジアリーグへ参加。
2004-2005年の第2回アジアリーグも制覇。
なお、2005-2006年シーズンのアジアリーグ期間中にコクドは西武ホールディングス傘下のプリンスホテルと合併・消滅したが、チーム名は同シーズン終了まではこのまま維持する。
2005-2006年の第3回アジアリーグでは、プレーオフの末逆転で日本製紙を下し、連覇を達成。「コクド」ラストシーズンに大輪の花を添えた。
2006年-2007年シーズンより一般公募による新チーム「SEIBUプリンス ラビッツ」として再スタートする。ペットマークをレオからうさぎの新しいデザインに変更。女子チーム「コクドレディース」も「SEIBUプリンセス ラビッツ」となった。
2008年-2009年シーズンを最後に、親会社・プリンスホテルの業績不振もあり、シーズン中の12月19日に廃部を発表。記者会見では苦渋の決断だったと表明した。なおSEIBUプリンセス ラビッツの女子部は当面存続する方針。最後のシーズンは全日本選手権優勝、アジアリーグではプレーオフ準決勝で王子イーグルスに4連勝したが、決勝で日本製紙クレインズに3勝4敗で敗れて2位となった。

## 獲得タイトル
- 日本リーグ: 13回
1974-75, 1977-78, 1985-86, 1988-89, 1991-92, 1992-93, 1994-95, 1997-98, 1998-99, 2000-01, 2001-02, 2002-03, 2003-04
- アジアリーグ: 2回
2004-05, 2005-06
- 全日本選手権: 11回
1974-75, 1981-82, 1987-88, 1989-90, 1996-97, 1997-98, 1998-99, 2002-03, 2003-04, 2007-08, 2008-09

## 最終シーズン所属選手
- 02 DF 三浦浩幸
- 03 DF 山口和良
- 05 DF 宮内史隆
- 06 DF 山田佑哉
- 08 CF 今洋祐
- 09 FW 佐藤翔
- 10 FW 神野徹
- 11 DF 川口寛
- 12 FW 内山朋彦
- 13 FW 樫野善一
- 14 CF 田中豪
- 16 CF 小原大輔
- 18 FW 鈴木貴人
- 19 DF ローチフォルト・リチャード
- 20 G 片山和人
- 21 FW 坂上智希
- 22 DF 大久保智仁
- 24 FW 増子秀司
- 30 FW 石岡敏
- 31 G 松本司郎
- 33 CF ジョエル・パーピック
- 39 G 菊地尚哉
- 40 FW 藤田キヨシ
- 43 DF 河村正博
- 74 DF 河合龍一

### 廃部後の去就
王子イーグルスへ移籍
08 CF 今洋祐、09 FW 佐藤翔
日本製紙クレインズへ移籍
16 CF 小原大輔
東北フリーブレイズへ移籍
13 FW 樫野善一、30 FW 石岡敏、74 DF 河合龍一、DF 今城和智（09年入団内定者）、FW 河合卓真（09年入団内定者）
日光アイスバックスへ移籍
03 DF 山口和良、12 FW 内山朋彦、18 FW 鈴木貴人、22 DF 大久保智仁、39 G 菊地尚哉、43 DF 河村正博
High1へ移籍
06 DF 山田佑哉、FW 上野拓紀（09年入団内定者）
チャイナドラゴンへ移籍
G 井上光明（09年入団内定者）
アジアリーグ以外のチームへ移籍
14 CF 田中豪（ESVカウフボイレン（ドイツ））、20 G 片山和人（三井物産）、33 CF パーピック・ジョエル（メドフェスツァク・ザグレブ（クロアチア））
引退
02 DF 三浦浩幸、05 DF 宮内史隆、10 FW 神野徹、11 DF 川口寛、21 FW 坂上智希、24 FW 増子秀司、31 G 松本司郎、40 FW 藤田キヨシ

## 女子・ジュニアチーム
- SEIBUプリンセス ラビッツ（女子）近藤陽子、一條綾乃、川島八重、足立友里恵、荒巻聖未、二本柳粧子、佐藤友香等
- 西武ホワイトベアーズ（高校生/中学生/小学生高学年/小学生低学年）
- 西武東大和ジュニアアイスホッケークラブ（中学生/小学生高学年/小学生低学年）
- 新横浜プリンスジュニアアイスホッケークラブ（高校生/中学生/小学生高学年/小学生低学年）…2007年度小学生高学年の部のキャプテンは、映画「スマイル 聖夜の奇跡」に出演した吉岡大輝。

## 外部サイト
- SEIBU PRINCE RABITTS ICE HOCKEY TEAM Official site